# Palatális, zöngés zárhang
A palatális, zöngés zárhang egyes beszélt nyelvekben használt mássalhangzó. A nemzetközi fonetikai ábécé (IPA) e hangot az ɟ (elforgatott kis „f”) jellel jelöli, X-SAMPA-jele pedig J\. A magyar nyelvben ezt a hangot a gy betű jelöli.
Hasonló a [d͡ʒ] posztalveoláris, zöngés affrikátához (vö. magyar dzseki), azonban ez zárhang, nem affrikáta, és a [d͡ʒ]-nél hátrébb, a [ɡ]-nél (vö. magyar gomb) pedig előrébb képződik. Minthogy nem olyan könnyű úgy megérinteni a nyelvvel a kemény szájpadlást, hogy közben a fogmeder hátsó részét nem érinti, a [ɟ] általánosságban ritkább a [d͡ʒ]-nél.
A <ɟ> jel gyakran jelöli a veláris, zöngés zárhang palatalizált formáját és a hasonló affrikátákat például az ind nyelvekben. Ez olyankor fogadható el, ha a képzéshelyet szükséges megadni, de a zárhang és az affrikáta közötti különbség nem kontrasztív, ezáltal másodlagos.

## Jellemzői
A palatális, zöngés zárhang jellemzői:
- Képzésmódja zárhang (explozíva), ami annyit tesz, hogy létrehozásakor elzáródik a toldalékcsőben haladó légáramlat, majd ez a zár (a nazálisok kivételével) hirtelen feloldódik (felpattan).
- Képzéshelye palatális, vagyis a nyelv középső vagy hátsó részét a kemény szájpadláshoz illesztve jön létre.
- Zöngésségi típusa zöngés, így a képzése során rezegnek a hangszalagok.
- Orális mássalhangzó, azaz a levegő a szájon át tudja elhagyni a beszédképző szerveket.
- Centrális mássalhangzó, tehát a légáram a nyelv közepénél halad át, nem pedig a szélénél.
- Légáram-mechanizmusa pulmonikus egresszív, vagyis a levegőt pusztán a tüdővel és a rekeszizommal kilélegezve képezhető, akárcsak a legtöbb más beszédhang.

## Előfordulása
| Nyelv    | Nyelv                           | Szó             | IPA           | Jelentés         | Jegyzet                                                                                      |
| -------- | ------------------------------- | --------------- | ------------- | ---------------- | -------------------------------------------------------------------------------------------- |
| albán    | albán                           | gjuhë           | [ˈɟuha]       | ’nyelv’          |                                                                                              |
| arab     | szudáni                         | جمل             | [ɟæˈmæl]      | ’teve’           | Egyes nyelvjárásokban; a más nyelvváltozatokban használt /d͡ʒ/-nek felel meg. L. arab hangtan |
| arab     | jemeni                          | جمل             | [ɟæˈmæl]      | ’teve’           | Egyes nyelvjárásokban; a más nyelvváltozatokban használt /d͡ʒ/-nek felel meg. L. arab hangtan |
| asu      | asu                             | [mbuɟi]         | [mbuɟi]       | ’kecske’         |                                                                                              |
| baszk    | baszk                           | anddere         | [aɲɟeɾe]      | ’játékbaba’      |                                                                                              |
| cseh     | cseh                            | dělám           | [ɟɛlaːm]      | ’csinálok’       | L. cseh hangtan                                                                              |
| dinka    | dinka                           | jir             | [ɟir]         | ’tompa’          |                                                                                              |
| ega      | ega                             | [ɟé]            | [ɟé]          | ’sokasodik’      |                                                                                              |
| gallurai | gallurai                        | példa szükséges |               |                  |                                                                                              |
| görög    | görög                           | μετάγγιση       | [me̞ˈtaɲɟisi]  | ’vérátömlesztés’ | L. újgörög hangtan                                                                           |
| ír       | ír                              | Gaeilge         | [ˈɡeːlʲɟə]    | ’gael’           | L. ír hangtan                                                                                |
| katalán  | mallorcai                       | sargantana      | [səɾɟənˈtanə] | ’gyík’           | A más nyelvváltozatokban használt /ɡ/-nek felel meg: [səɾɣəntánə]. L. katalán hangtan        |
| korzikai | korzikai                        | fighjulà        | [viɟɟuˈla]    | ’figyelni’       |                                                                                              |
| lett     | lett                            | ģimene          | [ˈɟimene]     | ’család’         |                                                                                              |
| luganda  | luganda                         | jjajja          | [ɟːaɟːa]      | ’nagyapa’        |                                                                                              |
| macedón  | macedón                         | раѓање          | [ˈraɟaɲɛ]     | ’születés’       |                                                                                              |
| magyar   | magyar                          | gyám            | [ɟaːm]        | ’gyám’           | L. magyar hangtan                                                                            |
| norvég   | északi és központi nyelvjárások | fadder          | [fɑɟːeɾ]      | ’keresztszülő’   | L. norvég hangtan                                                                            |
| okcitán  | auvergnat                       | diguèt          | [ɟiˈɡɛ]       | ’mondott’        |                                                                                              |
| okcitán  | limousin                        | dissèt          | [ɟiˈʃɛ]       | ’mondott’        |                                                                                              |
| román    | román                           | ghimpe          | [ˈɟimpe]      | ’tüske, tövis’   | A /ɡ/ allofónja /i/ és /e/ előtt. L. román hangtan.                                          |
| szlovák  | szlovák                         | ďaleký          | [ˈɟaʎɛkiː]    | ’messze’         |                                                                                              |
| török    | török                           | güneş           | [ɟyˈneʃ]      | ’nap (égitest)’  | L. török hangtan                                                                             |